# Copa Coca-Cola (1999)
La Copa Coca-Cola de 1999 fue un torneo de fútbol de carácter amistoso, disputado entre los seleccionados de Argentina y Brasil el 4 de septiembre de 1999, en Buenos Aires. Fue patrocinado por Coca-Cola.
Argentina se adjudicó la copa tras vencer por 2-0, con goles de Juan Sebastián Verón y Hernán Crespo.

## Reglamento
El torneo se disputó en un solo partido. En caso de empate, el trofeo se lo llevaba el visitante, en este caso, Brasil.

## El partido
| 4 de septiembre de 1999 | Argentina              | 2:0 (1:0) | Brasil | Estadio Monumental Antonio Vespucio Liberti, Buenos Aires  |                                                            |
|                         | Verón 29' · Crespo 57' |           |        | Asistencia: 60.000 espectadores Árbitro(s): Gustavo Méndez | Asistencia: 60.000 espectadores Árbitro(s): Gustavo Méndez |